# HD105686
HD105686 — хімічно пекулярна зоря спектрального класу A4, що має видиму зоряну величину в смузі V приблизно  8,1.
Вона  розташована на відстані близько 328,8 світлових років від Сонця.